# Drumul spre Amalteea
Drumul spre Amalteea (în rusă Путь на Амальтею) este un roman științifico-fantastic  scris de Arkadi și Boris Strugațki în 1959. A fost publicat în 1960 de editura Molodaia Gvardia.

## Prezentare
Romanul este o operă eroică-industrială de ficțiune. Nava spațială Tahmasib cu un echipaj de trei persoane (Bîkov, Krutikov, familiari cititorului din Țara norilor purpurii, Jilin, noul erou al fraților Strugațki, care a devenit personajul principal al unei serii de lucrări) și pasagerii Dauge, Iurkovski (de asemenea, eroi vechi) și Charles Mollar (Mollari), transportă marfă către o stație științifică de pe Amalthea, un satelit al planetei Jupiter.